# Takyiwaa Manuh
Takyiwaa Manuh (geb. Mai 1952 in Ankaase bei Kumasi) ist eine ghanaische Rechtswissenschaftlerin, Anthropologin und Geschlechterwissenschaftlerin.

## Leben
Manuh ist die Tochter einer Händlerin und eines Lebensmittelunternehmers. Sie wuchs in einer großen Familie auf und begann ihre Schulbildung in Ankaase, setzte diese aber bald in Kumasi fort. Für ihre weiterführende Schulausbildung besuchte sie die Wesley Girls’ High School. Sie studierte von 1971 bis 1976 Rechtswissenschaften an der Universität von Ghana in Legon bei Accra. Anschließend absolvierte sie von 1976 bis 1978 ein Masterstudium der Rechtswissenschaften an der Universität Daressalaam in Tansania. Sie promovierte in Anthropologie an der Indiana University in den USA und kehrte nach Ghana zurück, wo sie in Accra lebt. Manuh begann ihre akademische Karriere als Forschungsstipendiatin am Institut für Afrikastudien der Universität von Ghana, wo sie später zur Leiterin aufstieg und von 2002 bis 2009 tätig war. Sie wurde im Jahr 2005 als Mitglied in die Ghana Academy of Arts and Sciences gewählt und 2006 zur Professorin ernannt.

## Wirken
Manuh trug wesentlich zur Gründung der Zentren für Gender Studies and Advocacy (CEGENSA) und für Migrationsstudien an der Universität von Ghana bei. Ihre Arbeiten leisteten einen Beitrag zum Verständnis von Geschlechterdynamiken und Migration in afrikanischen Kontexten. Sie setzte sich zudem mit der Diaspora von Ghanaern und der Rechtspluralität in Ghana auseinander. Neben ihrer akademischen Tätigkeit engagiert sich Manuh intensiv für Frauenrechte und ist in der Frauenbewegung in Ghana aktiv. Sie setzt sich für die Bildung von Kindern sowie für LGBTQ-Rechte ein.

## Auszeichnungen
Ihr Engagement für Menschenrechte und Rechtsstaatlichkeit wurde 2023 mit dem Deutsch-Französischen Preis für Menschenrechte und Rechtsstaatlichkeit gewürdigt.